# Aleksiej Szczusiew
Aleksiej Wiktorowicz Szczusiew, ros. Алексей Викторович Щусев (ur. 26 września?/8 października 1873 w Kiszyniowie, zm. 24 maja 1949 w Moskwie) – rosyjski architekt, jeden z głównych przedstawicieli radzieckiego modernizmu. Jest uważany za projektanta, który położył most pomiędzy stylem imperialnej Rosji a stalinowskim monumentalnym klasycyzmem (stalinowskim empire) oraz radzieckim socrealizmem. 
Jednymi z jego pierwszych prac były projekty soboru Trójcy Świętej w Ławrze Poczajowskiej, cerkwi Sergiusza z Radoneża na Kulikowym Polu oraz monasteru Świętych Marty i Marii w Moskwie, który zaprojektował na zlecenie rodziny carskiej. Szczusiew zaprojektował również odbudowany z ruin sobór św. Bazylego w Owruczu. Jego projekty prawosławnych obiektów sakralnych noszą wyraźny wpływ architektury staroruskiej regionów nowogrodzkiego i pskowskiego.
Najbardziej znanymi pracami Szczusiewa są Dworzec Kazański w Moskwie, budynek Hotelu Moskwa, cerkiew Chrystusa Zbawiciela, św. Katarzyny i św. Serafina z Sarowa w San Remo, gmach siedziby organów bezpieczeństwa na Łubiance oraz Mauzoleum Lenina na placu Czerwonym w Moskwie (najpierw drewniane, potem kamienne). 

## Mauzoleum Lenina
Pierwsza wersja Mauzoleum Lenina została zaprojektowana przez Szczusiewa w ciągu zaledwie trzech dni – od 21 do 24 stycznia 1924 roku. Już 27 stycznia 1924 na placu Czerwonym w Moskwie można było podziwiać tymczasowe, drewniane mauzoleum. W trakcie opracowywania projektu drugiej, również drewnianej, wersji mauzoleum Szczusiew ponownie eksperymentował z zastosowaniem kolumn różnych typów i wysokości. W ostatecznym projekcie konstrukcja schodkowa osiągnęła najwyższy poziom. Ostateczny projekt mauzoleum mógł budzić skojarzenia z piramidą schodkową faraona Dżesera w Sakkarze z 2650 roku p.n.e. oraz grobowcem króla perskiego Cyrusa II Wielkiego w Pasargade z VI wieku p.n.e. Trzecia, ostateczna wersja mauzoleum, którą możemy obecnie oglądać na placu Czerwonym w Moskwie, została zaprojektowana i wybudowana w latach 1929–1930 przez grupę architektów pod kierownictwem Szczusiewa. Forma architektoniczna w znacznym stopniu opierała się na drugim projekcie. Konstrukcja grobowca została zbudowana z żelbetu, ściany wykonano z cegieł, całość została obłożona granitem i wykończona marmurem, labradorem oraz malinowym kwarcytem.

## Działalność w Moskiewskim Towarzystwie Architektonicznym
W latach 1922–1929 pełnił Szczusiew funkcję przewodniczącego Moskiewskiego Towarzystwa Architektonicznego.

## Nagrody i odznaczenia
Aleksiej Szczusiew jest czterokrotnym laureatem Nagrody Stalinowskiej (w 1941, 1946, 1948 oraz 1952 – pośmiertnie). Odznaczony został także Orderem Lenina oraz wieloma innymi orderami i medalami.

## Galeria

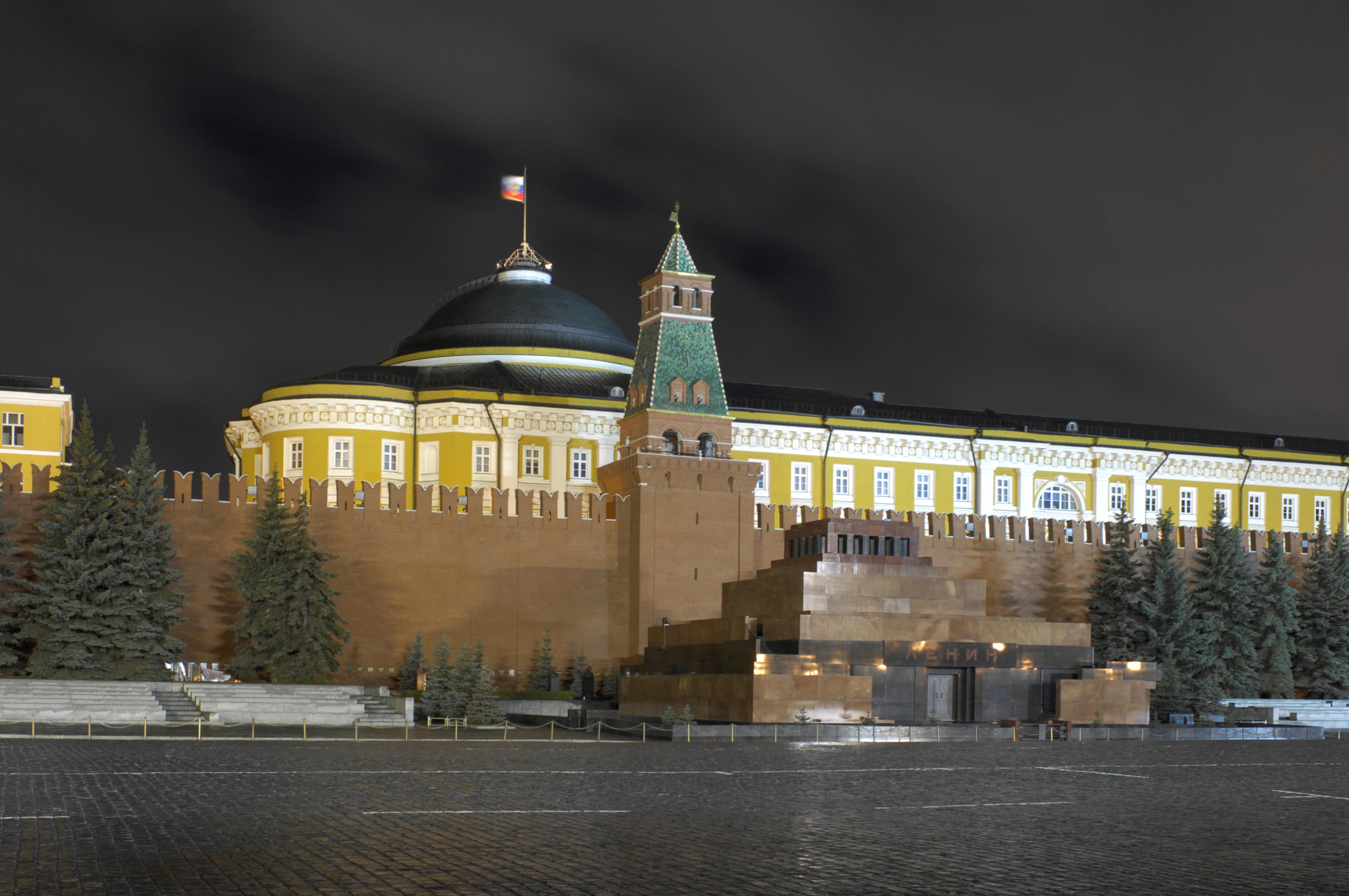
Mauzoleum Lenina
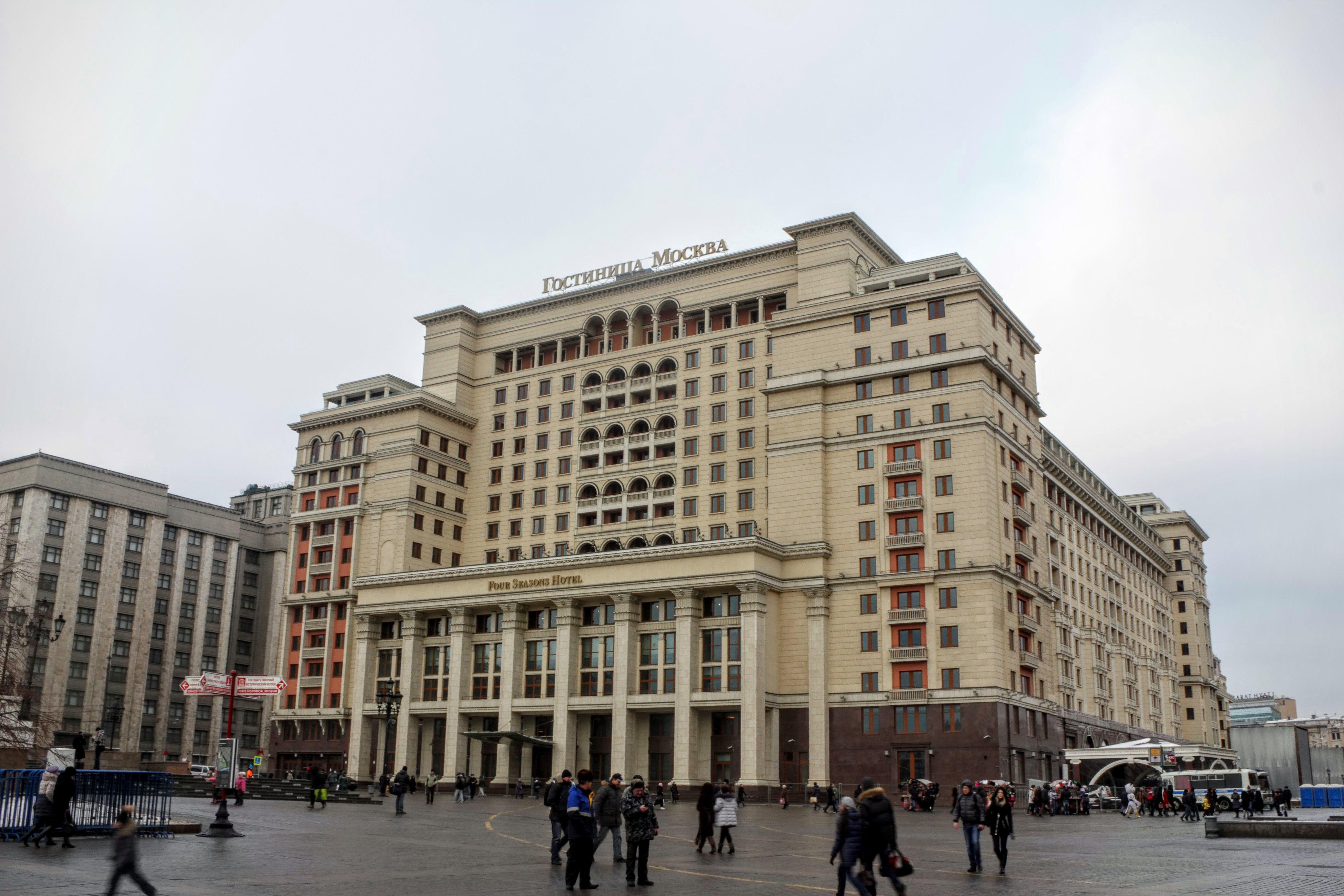
Hotel Moskwa
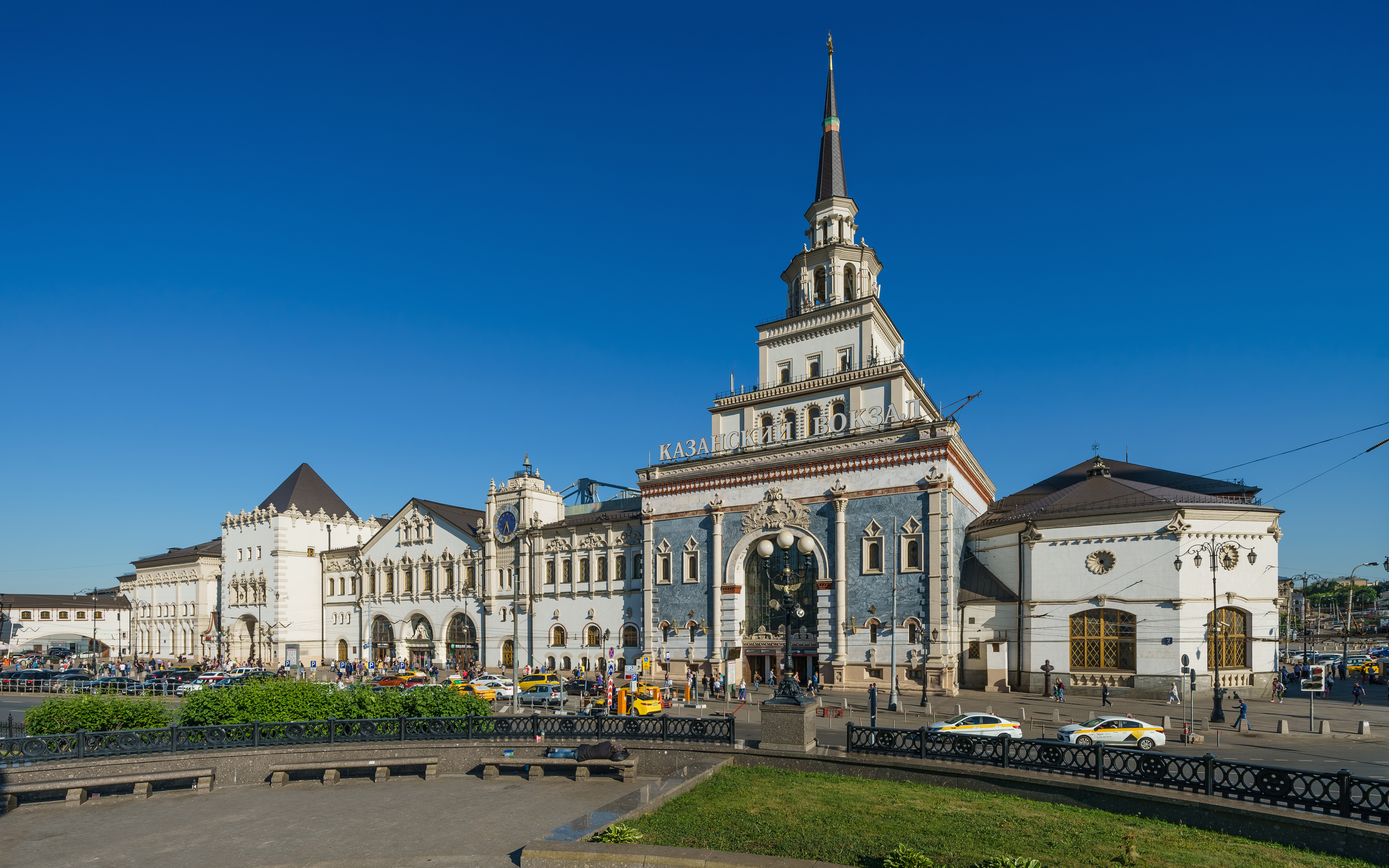
Dworzec Kazański w Moskwie
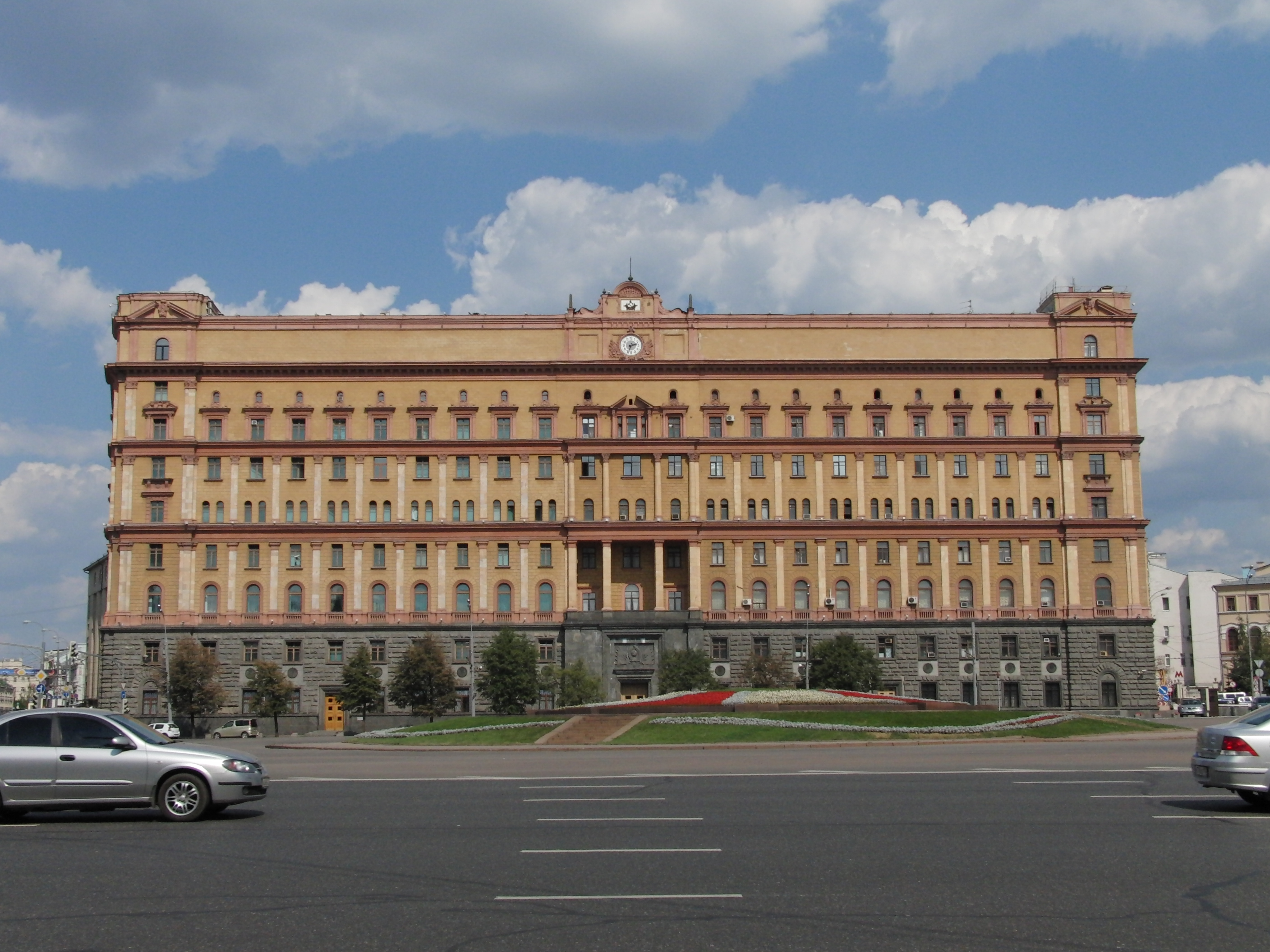
Budynek siedziby organów bezpieczeństwa na Łubiance w Moskwie
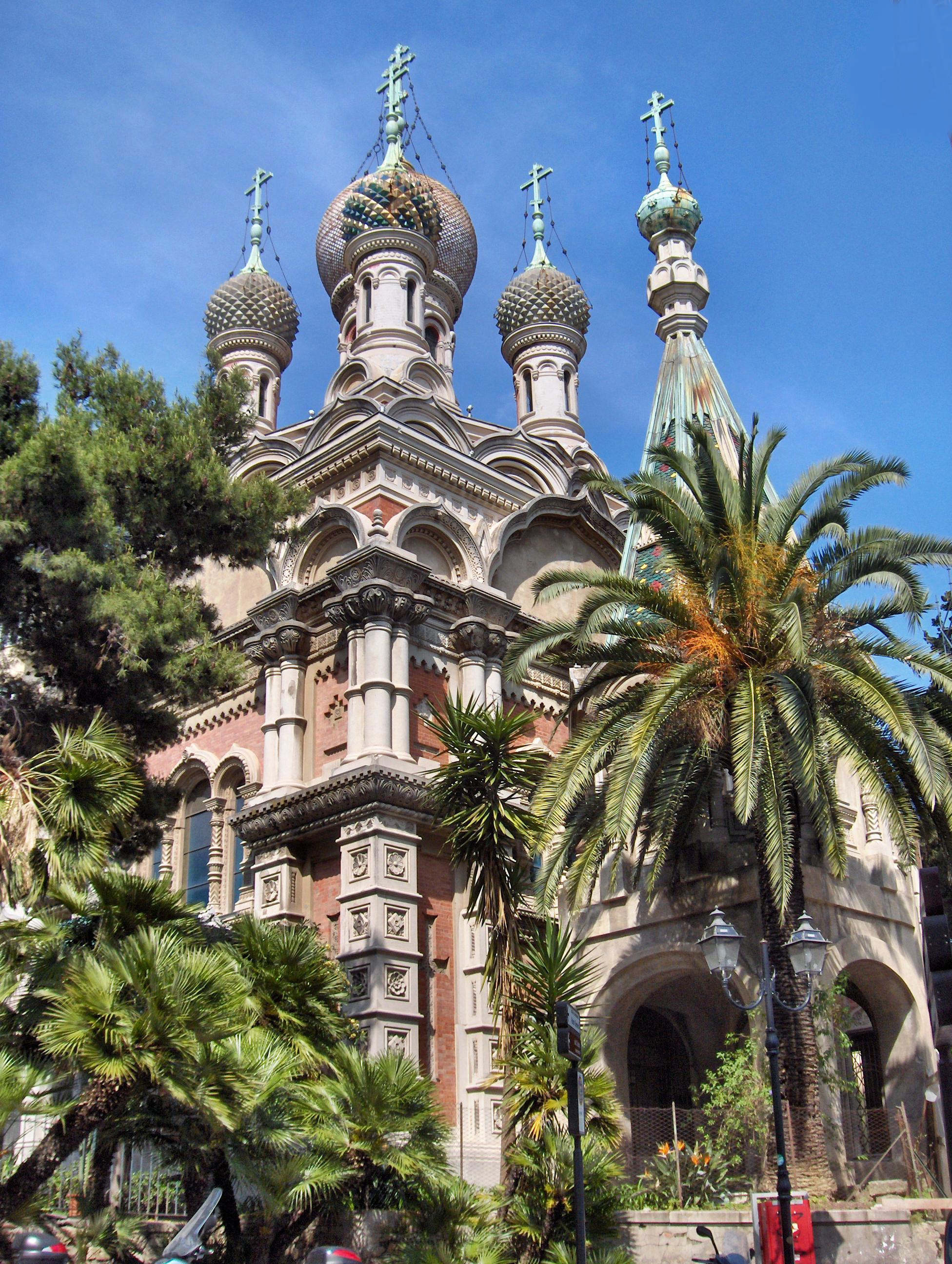
Cerkiew Chrystusa Zbawiciela w San Remo